# Felix Mehrkens
Felix Mehrkens (* 20. September 1994 in Lüneburg, Deutschland) ist ein deutscher Handballspieler.

## Karriere
Mehrkens begann im Alter von acht Jahren das Handballspielen beim Lauenburger SV. Im Alter von 13 Jahren wechselte der Rückraumspieler in den Jugendbereich vom HSV Hamburg. Mit der A-Jugend vom HSV Hamburg lief der Rechtshänder in der A-Jugend-Bundesliga auf. Weiterhin stand Mehrkens im Kader der U23-Mannschaft vom HSV Hamburg, für die er in der Oberliga auf Torjagd ging. In der Saison 2014/15 war er aufgrund eines Zweitspielrechts ebenfalls für den Zweitligisten SV Henstedt-Ulzburg spielberechtigt. Am 20. September 2014 wurde er im Spiel gegen GSV Eintracht Baunatal erstmals in der 2. Bundesliga eingesetzt. Mehrkens lief am 31. Mai 2015 für den HSV Hamburg in der Bundesliga auf und erzielte bei seinem Debüt zwei Treffer. Von Sommer 2015 bis zur Insolvenz und dem Rückzug vom Spielbetrieb aus der Bundesliga im Januar 2016 besaß er einen Profivertrag beim HSV Hamburg. Nach der Insolvenz war Mehrkens ein wichtiger Bestandteil der U-23, die den Aufstieg in die 3. Liga-Nord möglich machte, in der er mit der neu formierten Mannschaft vom Handball Sportverein Hamburg spielte. Im November 2017 wechselte er zum HC Empor Rostock. Seit 2018 trainierte er zusätzlich die A-Jugend vom HC Empor Rostock, die in der Saison 2018/19 in der A-Jugend-Bundesliga antrat. Nach der Saison 2019/20 beendete Mehrkens seine leistungssportliche Karriere und beendete aus beruflichen Gründen seine Trainertätigkeit bei der A-Jugend. In der Saison 2021/22 lief er für die 2. Mannschaft von Empor Rostock in der MV-Liga auf. Seit Dezember 2021 ist Mehrkens außerdem zertifizierter Trainer beim Genossenschaftsverband - Verband der Regionen e.V. in der Rückserie der Saison 2021/22 stand er insgesamt 12-mal im Aufgebot der Zweitligamannschaft von Empor Rostock. Anschließend schloss sich Mehrkens dem Hamburger Verein TH Eilbeck, bei dem er für die vierte Mannschaft auflief. In der Saison 2023/24 war er nur noch als Trainer der vierten Mannschaft tätig. Seit der Saison 2024/25 läuft er für die dritte Mannschaft des TH Eilbeck auf.